# Đường tỉnh 517
Đường tỉnh 517 hay tỉnh lộ 517, viết tắt ĐT517 hay TL517, là đường tỉnh lộ ở thành phố Thanh Hóa và huyện Triệu Sơn, tỉnh Thanh Hóa .
Đường tỉnh 517 bắt đầu từ ngã ba Cầu Trầu Quốc lộ 47 ở phường Đông Tân, thành phố Thanh Hóa.
Đường đi hướng tây nam đến Đường tỉnh 506, Kẻ Nưa (thị trấn Nưa, huyện Triệu Sơn). 19°43′0″B 105°36′14″Đ / 19,71667°B 105,60389°Đ
Có văn liệu dùng tên "đường tỉnh Cầu Trầu - Nưa".